# Heemstedestraat
Heemstedestraat – stacja metra w Amsterdamie, położona na linii 50 (zielonej). Została otwarta 28 maja 1997. Stacja znajduje się na południu miasta i służy jako punkt komunikacyjny dla wielu biur, w tym World Fashion Centre.